# Noureddine Ben Ayed
Noureddine Ben Ayed est un acteur tunisien, connu pour son rôle d'Azzouz dans la série télévisée Ghada.

## Filmographie

### Cinéma
- 1986 : L'Homme de cendres de Nouri Bouzid

### Télévision
- 1986 : Khatini
- 1987 : Bila Inwen
- 1989 : Shan tounsi
- 1993 : El Assifa
- 1994 : Ghada : Azzouz
- 1995 : El Hassad
- 1997 : Nheb Nestahsen
- 2004 : Jari Ya Hammouda
- 2005 : Mal Wa Amal
- 2005 : Chay Ynattak
- 2007 : Mabinetna
- 2011 : Maître Malek
- 2019 : Familia Si Taïeb
- 2022 : Ken Ya Makenech (saison 2) d'Abdelhamid Bouchnak